# Ferhat Dinosha
Ferhat Dinosha lub Ferhat Dinoša (ur. 1954 jako Ferhat Ljuljanović) – czarnogórski polityk i dyplomata, minister praw człowieka i mniejszości w latach 2009-2012, były przewodniczący Demokratycznej Unii Albańczyków.
Był ambasadorem Czarnogóry w Tiranie (2012-2016) i Prisztinie (2016-2021).

## Życiorys
W latach 1996–2009 był deputowanym do Zgromadzenia Czarnogóry. Należał do Sojuszu Demokratycznego, po odejściu z niego założył Demokratyczną Unię Albańczyków.
10 czerwca 2012 roku został powołany przez ówczesnego premiera Czarnogóry Igora Lukšicia na urząd ministra praw człowieka i mniejszości. Po zakończeniu pełnienia tej funkcji w dniu 4 grudnia 2016 roku był ambasadorem Czarnogóry w Tiranie (2012-2016) i Prisztinie (2016-2021).
Podczas pełnienia funkcji ambasadora w Tiranie, zrezygnował z funkcji przewodniczącego Demokratycznej Unii Albańczyków; jego następcą został Mehmet Zenka. W lipcu 2022 roku opuścił tę partię.

## Kontrowersje
Prezes Stowarzyszenia Czarnogórców Kosowa Slobodan Vujičić w swoim poście na Facebooku skrytykował Ferhata Dinoshę, gdy ten był ambasadorem Czarnogóry w Prisztinie; miał on mieć wpływ na zatrudnienie swojej córki w czarnogórskojęzycznej sekcji kosowskiego kanału telewizyjnego RTK2. Dinosha miał również naciskać Vujičicia, by ten zatrudnił jego syna w Centrum Rozwoju Czarnogóry w Kosowie mimo jego nieznajomości języka czarnogórskiego; w odpowiedzi na nieuleganie presji, ambasador dążył do zakończenia działalności tej organizacji. 

## Życie prywatne
Jego bratem jest Fikret Ljuljanović, pracował on w Ministerstwie Praw Człowieka i Mniejszości. Kuzyn Hamdi Hasani był czarnogórskim dyplomatą oraz szefem danego ministerstwa; bezpośrednio po Dinoshy piastował daną funkcję w latach 2012-2016.
Ma córkę.